# 大作昌寿
大作 昌寿（おおさく まさとし、1966年12月25日 -  ） 、日本のプロデューサー（映画、ラジオドラマ、音楽）、構成作家。

## プロフィール
群馬県高崎市生まれ。群馬県立高崎高等学校卒業後、和光大学入学のために上京。
大学在籍時に株式会社ジャグラー入社。ロックバンドECHOESのスタッフとして入社したため、後に「辻仁成のオールナイトニッポン」では、ブースの中に入ってアシスタントを務めている。日本音楽制作者連盟の広報、組織委員を担当した後、「HIROSHIMA 1987-1997」では宣伝を担当。株式会社ジャグラー退社後、株式会社アイディーミュージック入社、ムッシュかまやつ（かまやつひろし）のマネジャーを務める。ウォッカ・コリンズ（アラン・メリル、大口広司、かまやつひろし、ルイズルイス加部）、TREACLE WELLなどのマネージャーを務めた後、2003年に株式会社REALWAVE設立、代表取締役に就任。2008年-2011年文教大学非常勤講師。

## 主な担当作品
（※プロデューサー名義のみ）
映画
- 2009年『ハルフウェイ』（アソシエイト・プロデューサー）
- 2009年『BATON』

ラジオドラマ
- J.C
- 朝日の陰で朝食を
- カルシウム
- 日時計
- 少女毛虫
- メロス
- ラッセ・ハルストレムがうまく言えない
- Bandage
- 虹の女神
- サブライム
- MY LITTLE HONDA
- ひまわり
- 爆発シネマ野郎
- 東京安息日
- 浅知恵ドライブ

※いずれもエフエム東京にて放送
ミュージッククリップ
- 2006年『FAREWELL』伴都美子
- 2007年『クムリウタ』大塚愛

音楽
- 1996年12月『PINK SOUP』ウォッカ・コリンズ (バンド)

## 書籍
- 元気印大作戦（角川文庫）